# 运动解剖学
运动解剖学（英语：sports anatomy）是人体解剖学的一个分支，它以人体解剖学为基础，研究体育运动对人体形态结构产生的影响和发展规律，为体育科学的一门基础学科。